# Euepedanus
Genre
Synonymes
- Mimepedanus Roewer, 1923

Euepedanus est un genre d'opilions laniatores de la famille des Epedanidae.

## Distribution
Les espèces de ce genre se rencontrent en Asie du Sud-Est et en Asie de l'Est.

## Liste des espèces
Selon World Catalogue of Opiliones (28/06/2021) :
- Euepedanus chaiensis Suzuki, 1969
- Euepedanus dashdamirovi Zhang & Martens, 2020
- Euepedanus dividuus Suzuki, 1969
- Euepedanus flavimaculatus Zhu & Lian, 2006
- Euepedanus orientalis (Hirst, 1912)
- Euepedanus pentaspinulatus Suzuki, 1985
- Euepedanus similis Suzuki, 1985
- Euepedanus spinosus Suzuki, 1985
- Euepedanus trispinosus Roewer, 1915

## Publication originale
- Roewer, 1915 : « 106 neue Opilioniden. » Archiv für Naturgeschichte, vol. 81, no 3, p. 1–152 (texte intégral).